# Strigatella
Pour les articles homonymes, voir Strigatella.
Genre
Synonymes
- genre Chrysame H. Adams & A. Adams, 1853
- sous-genre Mitra (Chrysame) H. Adams & A. Adams, 1853
- sous-genre Mitra (Phaeomitra) Martens, 1880
- sous-genre Mitra (Strigatella) Swainson, 1840

Strigatella est un genre de mollusques gastéropodes de la famille des Mitridae.

## Liste des espèces
Selon World Register of Marine Species (5 octobre 2018) :
- Strigatella abacophora (Melvill, 1888)
- Strigatella amaura (Hervier, 1897)
- Strigatella ambigua (Swainson, 1829)
- Strigatella assimilis (Pease, 1868)
- Strigatella aurantia (Gmelin, 1791)
- Strigatella auriculoides (Reeve, 1845)
- Strigatella aurora (Dohrn, 1861)
- Strigatella coffea (Schubert & J. A. Wagner, 1829)
- Strigatella colombelliformis (Kiener, 1838)
- Strigatella coronata (Lamarck, 1811)
- Strigatella crassicostata (G. B. Sowerby II, 1874)
- Strigatella decurtata (Reeve, 1844)
- Strigatella fasciolaris (Deshayes, 1834)
- Strigatella flavocingulata (Lamy, 1938)
- Strigatella fulvescens (Broderip, 1836)
- Strigatella holkosa (B. Q. Li, 2005)
- Strigatella imperialis (Röding, 1798)
- Strigatella litterata (Lamarck, 1811)
- Strigatella luctuosa (A. Adams, 1853)
- Strigatella lugubris (Swainson, 1821)
- Strigatella nana (Reeve, 1844)
- Strigatella paupercula (Linnaeus, 1758)
- Strigatella pica (Dillwyn, 1817)
- Strigatella pudica (Pease, 1860)
- Strigatella retusa (Lamarck, 1811)
- Strigatella scutulata (Gmelin, 1791)
- Strigatella subruppelli (Finlay, 1927)
- Strigatella tabida (Herrmann & Salisbury, 2013)
- Strigatella telescopium (Reeve, 1844)
- Strigatella testacea (Broderip, 1836)
- Strigatella ticaonica (Reeve, 1844)
- Strigatella tristis (Broderip, 1836)
- Strigatella vexillum (Reeve, 1844)
- Strigatella vultuosa (Reeve, 1845)
- Strigatella zebra (Lamarck, 1811)

## Galerie

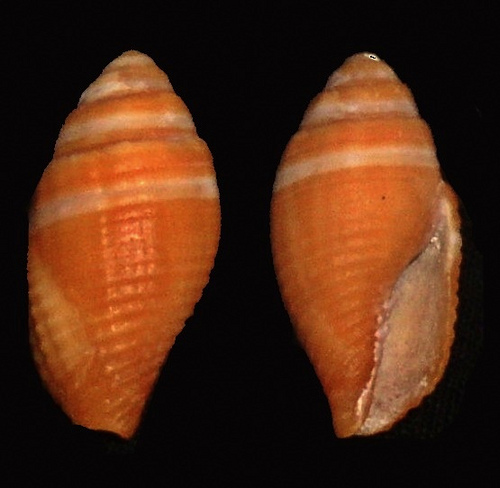
Strigatella aurantia
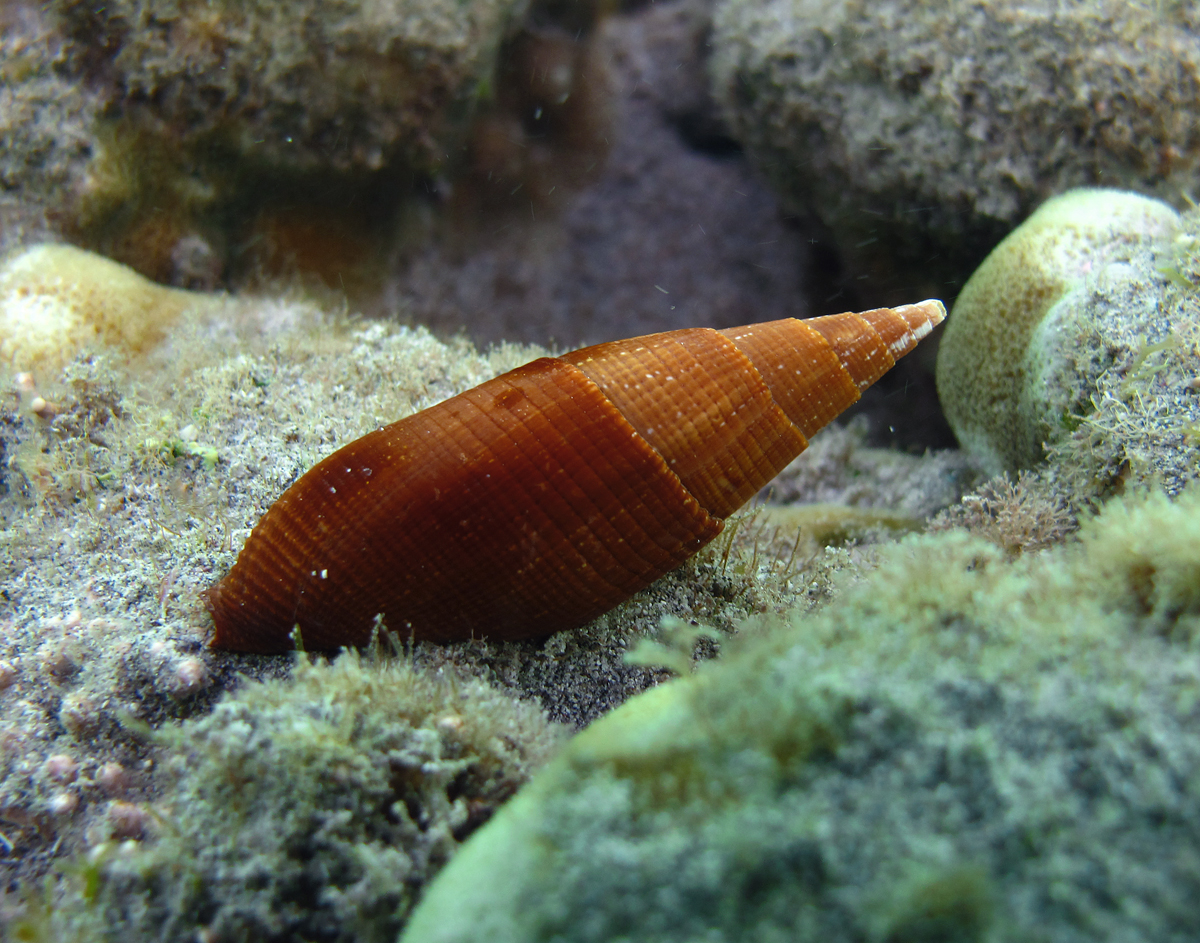
Strigatella coffea
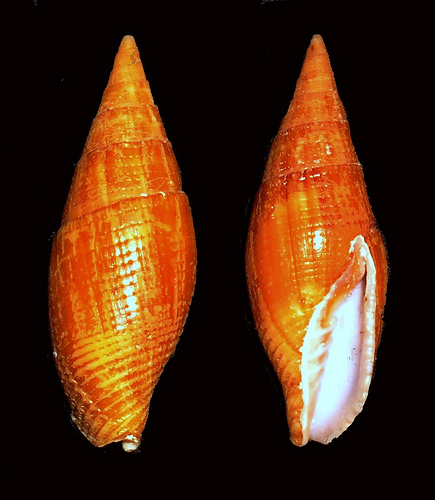
Strigatella fulvescens
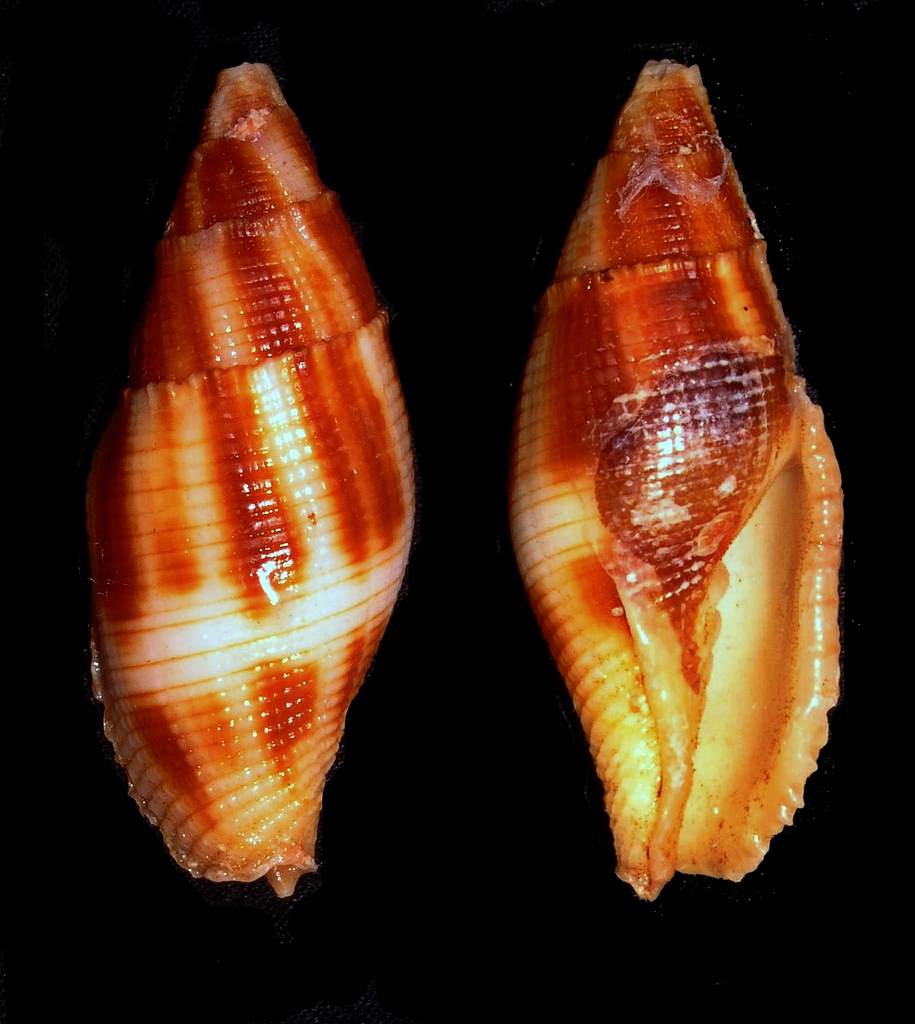
Strigatella imperialis
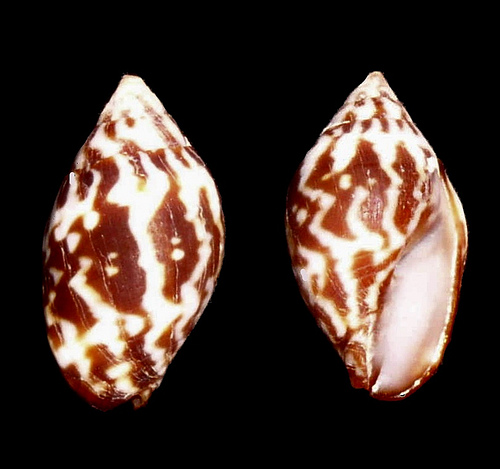
Strigatella litterata
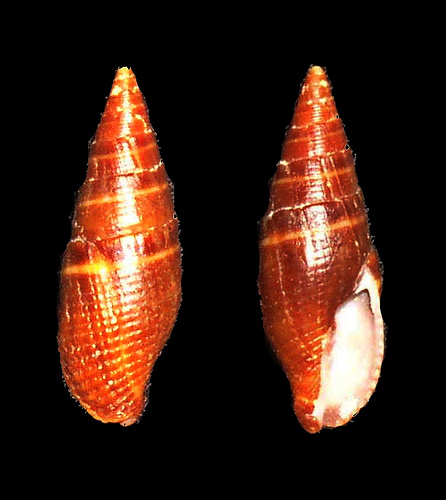
Strigatella luctuosa
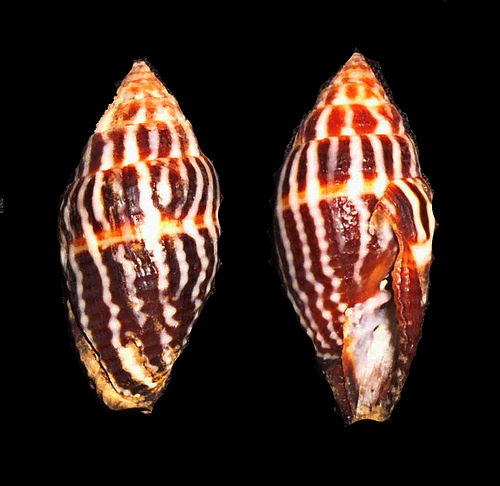
Strigatella paupercula
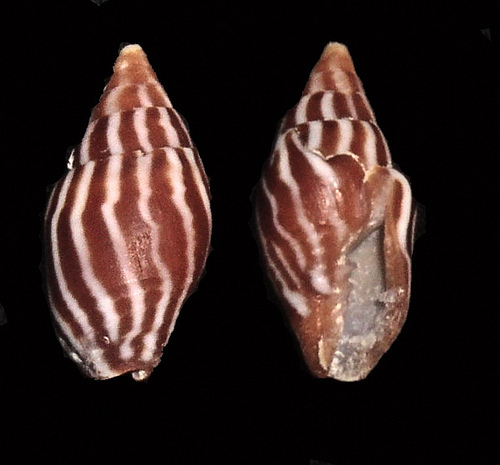
Strigatella pica
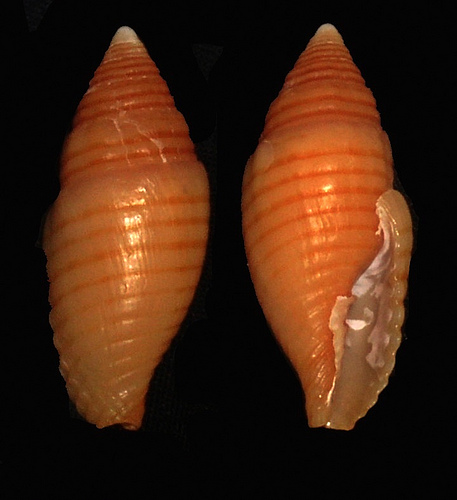
Strigatella vexillum
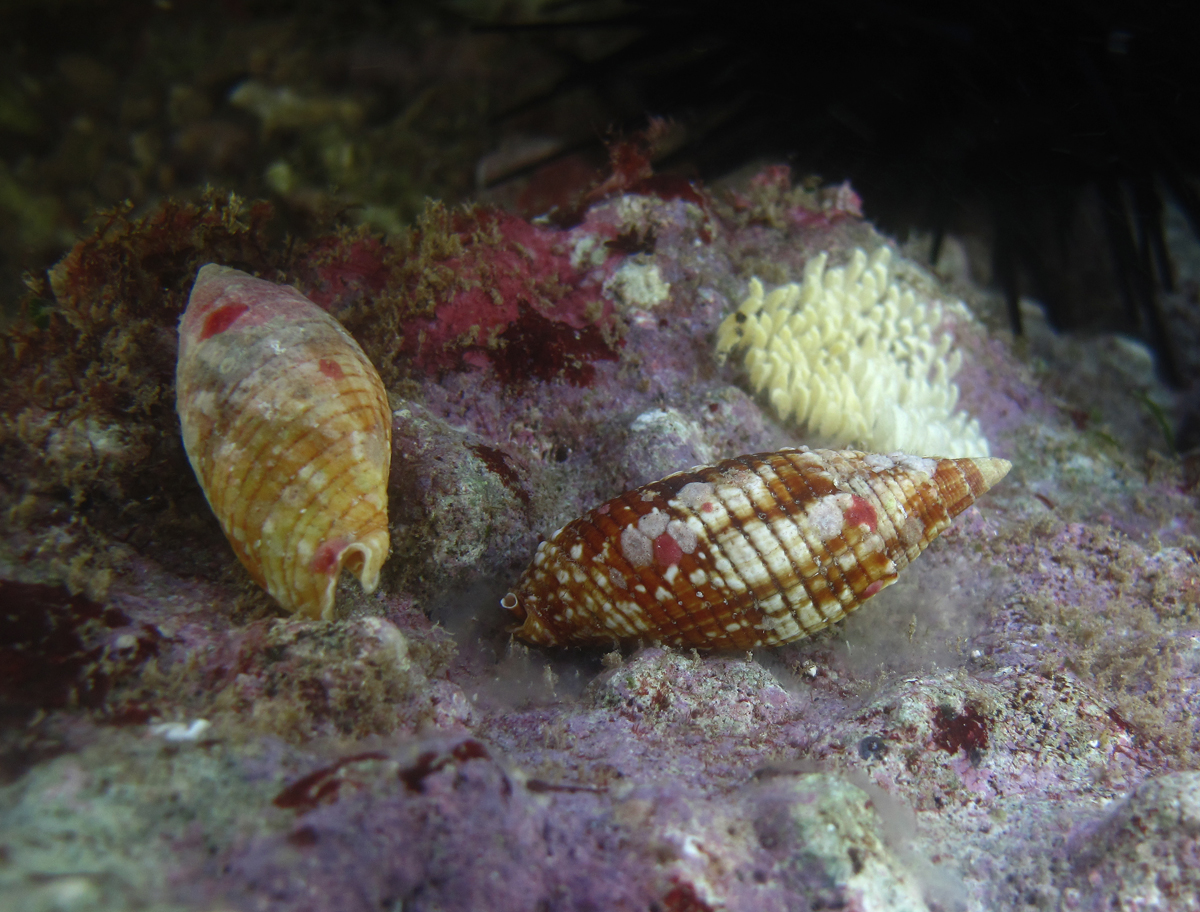
Couple de Strigatella imperialis et leur ponte.